# Guo'an
Guo'an (kinesiska: 国安, 国安乡, 国安瑶族乡) är en socken i Kina. Den ligger i den autonoma regionen Guangxi, i den södra delen av landet, omkring 230 kilometer nordost om regionhuvudstaden Nanning. Antalet invånare är 13008. Befolkningen består av 6 222 kvinnor och 6 786 män. Barn under 15 år utgör 36 %, vuxna 15-64 år 51 %, och äldre över 65 år 12,0 %.
Genomsnittlig årsnederbörd är 2 211 millimeter. Den regnigaste månaden är juni, med i genomsnitt 384 mm nederbörd, och den torraste är oktober, med 37 mm nederbörd.